# 저 푸른 초원 위에
《저 푸른 초원위에》는 2003년 1월 4일부터 2003년 6월 29일까지 방영된 KBS 2TV 주말 드라마이다.

## 기획의도
속이 꽉 찬 온달과 말괄량이 공주의 아름다운 순애보를 그린, 유쾌하고 따뜻한 사랑의 감동을 주는 드라마.

## 등장인물

### 주요 인물
- 최수종 : 차태웅 역
- 채림 : 성연호 역
- 윤태영 : 차태만 역
- 채정안 : 성순호 역
- 최철호 : 강승민 역
- 김정난 : 나애란 역

### 차태웅의 집
- 김자옥 : 방옥희 역
- 임유진 : 차태희 역
- 신태훈 : 이태양 역

### 성연호의 집
- 김인문 : 나철득 역
- 양희경 : 나정란 역
- 현석 : 성준표 역

### 성준만의 집
- 한진희 : 성준만 역
- 윤여정 : 김점희 역
- 김규철 : 성준걸 역

### 그 외 인물
- 하다솜 : 은지원 역
- 류용진 : 김용만 역
- 이재훈 : 나대로 역
- 정동환 : 신 회장 역
- 여운계 : 노모 역
- 박주아 : 공여사 역
- 이정용 : 김용두 역

## OST
2003년 5월에 발매한 저 푸른 초원위에 OST는 노진영, Z.E.N, 제일, 김경훈등이 참여하였다.

### 곡 목록
1. C'est Tout - 노진영
2. 부디 - Z.E.N
3. 세상속으로 - 제일 (Zeil)
4. 너의 뒤에 숨겨진 나 - 제일 (zeil)
5. 그림자 - 김경훈
6. 사랑의 슬픔
7. Sad Romance
8. C'est Tout
9. 부디
10. 태만
11. Sad Romance
12. Nocturne
13. Gift
14. Cute Lady
15. Gladness Tango

## 연장
- 저 푸른 초원위에 방영 분량이 50부작에서 2회 연장되어 52부작으로 변경 및 확정되었다.

## 참고 사항
- 당초 당신 옆이 좋아 후속 1TV 일일극으로 2002년 가을개편 때 첫 회가 나갈 예정이었으나 톱스타 배우를 주역으로 섭외하는 것의 문제로 어려움을 썩여왔다. 이에 제작진은 원로작가 박정란을 당신 옆이 좋아 후속 일일극의 집필자로 영입하면서 편성이 보류됐다.
- 결국 내 사랑 누굴까 후속 주말극으로 편성을 변경하였으며 앞에서 본 것처럼 일일극으로 기획되었다가 변경된 탓에 주요 배우들 섭외 문제로 골머리를 썩여왔다.
- 채정안이 분한 성순호 역은 당초 권민중이 낙점됐으나, 권민중은 2001년 9월부터 교제해 온 연하의 패션모델 권태연과 결별하자 출연을 포기했다.
- 전작 내사랑 누굴까가 연장방영하자 첫 방영일이 2003년 1월 초로 변경됐고 전작 내사랑 누굴까에 출연했던 한진희, 윤여정, 여운계가 또다시 투입됐다.

| KBS 2TV 주말 드라마                               | KBS 2TV 주말 드라마                                 | KBS 2TV 주말 드라마                         |
| 이전 작품                                         | 작품명                                              | 다음 작품                                   |
| ------------------------------------------------- | --------------------------------------------------- | ------------------------------------------- |
| 내사랑 누굴까 (2002년 3월 2일 ~ 2002년 12월 29일) | 저 푸른 초원위에 (2003년 1월 4일 ~ 2003년 6월 29일) | 보디가드 (2003년 7월 5일 ~ 2003년 9월 14일) |